# Friendship (Tennessee)
Friendship – miasto w Stanach Zjednoczonych, w stanie Tennessee, w hrabstwie Crockett.